# أليسيا ناش
أليسيا ناش (بالإسبانية: Alicia Nash) (و. 1933 – 2015 م) هي فيزيائية، وناشِط من السلفادور . ولدت في سان سلفادور.

## التعليم
تعلمت في معهد ماساتشوست للتكنولوجيا، في تخصص فيزياء، وMarymount School, New York

## روابط خارجية
- أليسيا ناش على موقع IMDb (الإنجليزية)